# Ischnopteris conjungens
Ischnopteris conjungens là một loài bướm đêm trong họ Geometridae.